# داء موسيني محيط بالجريب
الداء الموسيني محيط بالجريب (بالإنجليزية: Perifollicular mucinosis)‏ هو جالة جلدية ونوع من أنواع الداء الموسيني، وصفت الحالة في مرضى مصابين بالإيدز.